# Elatostema antonii
Elatostema antonii là loài thực vật có hoa trong họ Tầm ma. Loài này được Elmer mô tả khoa học đầu tiên năm 1915.